# Bato (Leyte)
Bato è una municipalità di quarta classe delle Filippine, situata nella Provincia di Leyte, nella Regione di Visayas Orientale.
Bato è formata da 32 baranggay:
- Alegria
- Alejos
- Amagos
- Anahawan
- Bago
- Bagong Bayan District (Pob.)
- Buli
- Cebuana
- Daan Lungsod
- Dawahon
- Dolho
- Domagocdoc
- Guerrero District (Pob.)
- Himamaa
- Imelda
- Iniguihan District (Pob.)

- Kalanggaman District (Pob.)
- Katipunan
- Liberty (Binaliw)
- Mabini
- Marcelo
- Naga
- Osmeña
- Plaridel
- Ponong
- Rivilla
- San Agustin
- Santo Niño
- Tabunok
- Tagaytay
- Tinago District (Pob.)
- Tugas